# 79-я улица (линия Бродвея и Седьмой авеню, Ай-ар-ти)
|   |     |     |     |     |   |
| · | · л | · э | · э | · л | · |

|   |     |     |     |     |   |
| · | · л | · э | · э | · л | · |

«79-я улица» (англ. 79th Street) — станция Нью-Йоркского метрополитена, расположенная на линии Бродвея и Седьмой авеню, Ай-ар-ти.  На станции останавливаются маршруты 1 (круглосуточно) и 2 (ночью). Станцию проходят без остановки маршруты 2 (круглосуточно, кроме ночи) и 3 (круглосуточно). Она представлена двумя боковыми платформами, обслуживающими два локальных пути.
Станция была открыта 27 октября 1904 года в составе первой очереди сети Interborough Rapid Transit Company (IRT). В это время поезда ходили от станции City Hall до 145th Street.
- Именная мозаика
- Оригинальная мозаика
- Станция в 1978 году